# Сорури, Наби
Набиулла́ Сорури́ (Сорвари́), более известный, как Наби́ Сорури́ (перс. نبی‌الله سُروری‎; 1933—2002) — иранский борец вольного стиля и тренер. Чемпион мира, серебряный призёр Азиатских игр.

## Спортивная карьера
- Чемпион мира (1957).
- Серебряный призёр Азиатских игр (1958).
- Выступал на Олимпийских играх 1956 года (4 место).

## Тренерская карьера
После окончания спортивной карьеры несколько раз был национальным тренером сборной Ирана по вольной борьбе в 1960-х, 1970-х годах. Под его руководством сборная Ирана стала первой в командном зачёте на Чемпионате мира 1965 года в Манчестере.